# Ludwig Guttenbrunn

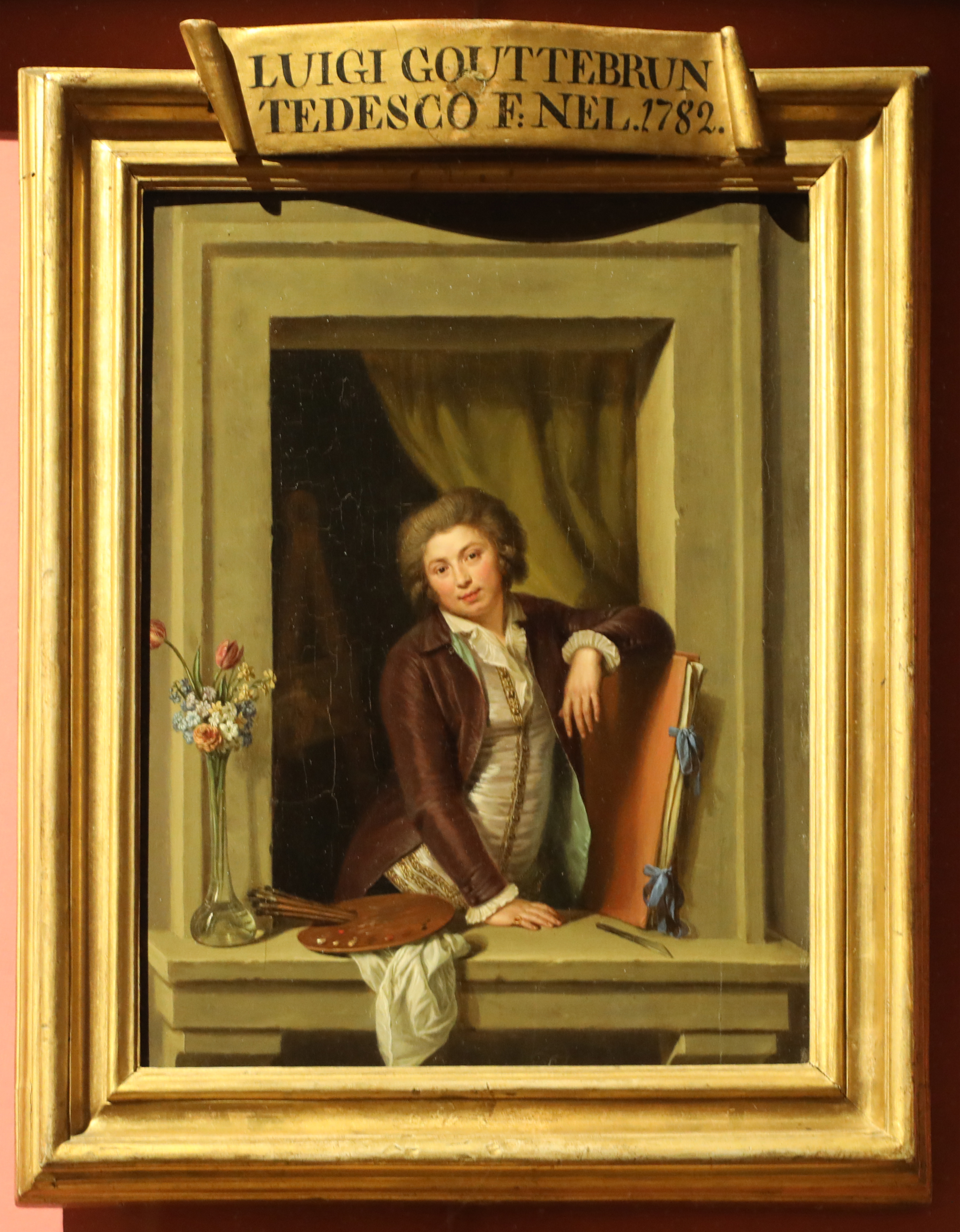
Selbstporträt, Florenz, Uffizien (1782)

Ludwig Guttenbrunn (* 1750 in Wien oder Krems an der Donau; † 15. Januar 1819 in Frankfurt am Main) war ein österreichischer Maler und Radierer des späten 18. und frühen 19. Jahrhunderts, der vorrangig Porträts und Historiengemälde anfertigte.

## Leben
Guttenbrunn absolvierte eine Malerausbildung bei Martin Johann Schmidt (sog. Kremser Schmidt) und arbeitete um 1770 bei den Esterházys, wo er unter anderem Fürst Nikolaus I. porträtierte, in dessen Schloss Esterházy bei Raab er in den Jahren 1771 bis 1772 unter der Leitung von unter Jos. Basilius Grundmann dekorative Malereien ausführte. Anschließend war er in Rom, wohin ihm 1772 und 1774 die noch ausstehenden Zahlungen für seine Arbeiten nachgesandt wurden. Hier soll er von 1772 bis 1779 in der Via Sistina Nr. 60 gewohnt haben. In Rom begegnete er unter anderem Johann Wolfgang von Goethe und fertigte ein Porträt des russischen Staatsrats und Kunstagenten Johann Friedrich Reiffenstein. 1778 malte er den Engländer Charles Gore und seine Familie. Das Ölgemälde der Caritas entstand dort und kam später in das Museum von Grenoble.
1779 zog er nach Florenz und arbeitete als Hofmaler von Peter Leopold von Lothringen, Großherzog der Toskana. Am 28. September 1783 wurde er als “pittore deii’ Arciduca d’Austria” in die Accademia di Belle Arti aufgenommen. Anschließend besuchte er 1786 Turin, wo er die Königin von Sardinien (Marie Clotilde Adelaide Xaviere von Frankreich) porträtierte. Er betrieb Studien der Wachsmalerei und führte davon Proben auf Steinplatten aus. 1787 lieferte er von Italien aus einige dieser Platten zur Ausschmückung eines Zimmers in Schloss Zarskoje Sselo bei Sankt Petersburg an Kaiserin Katharina II. nach Russland.
1789 zog er weiter nach London, wo er das Porträt von Marie-Antoinette, Königin von Frankreich anfertigte. Durch Empfehlung eines russischen Gesandten in London ging er 1795 nach Sankt Petersburg und später nach Moskau. In dieser Zeit entstand das Gemälde von Fürst Alexej Kurakin. 1806 hielt der Maler sich in Dresden auf, 1807 bis 1810 wieder in Rom. Ab 1817 war er in Frankfurt am Main, wo er 1819 verstarb. Die letzten Werke Guttenbrunns stammen aus seiner Zeit in Frankfurt. Sein Name erscheint in manchen Werken auch als „Lorenz Guttenbrunn“, so beispielsweise im Zusammenhang mit dem Gemälde von Joseph Hayden.

## Werke (Auswahl)
- Porträt Joseph Haydns, 1770 (24 × 18 cm auf Holz)
- Marie-Antoinette, 1788
- Marie Thérèse Charlotte und Louis Charles de Bourbon
- Fürst Alexej Kurakin, 1801 (Eremitage (Sankt Petersburg))
- Bildnis der Sophie Auguste von Holzhausen, geb. von Gontard (1800–1867) und Bildnis der Amalie Louise von Gontard (1799–1878) (zwischen Oktober 1718 und Januar 1819)

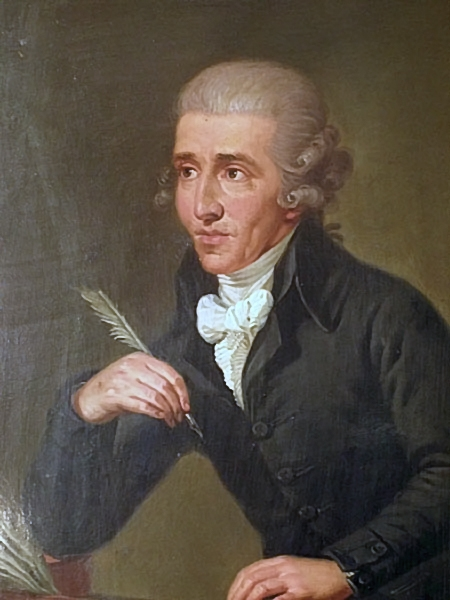
Detail des Porträts von Joseph Haydn
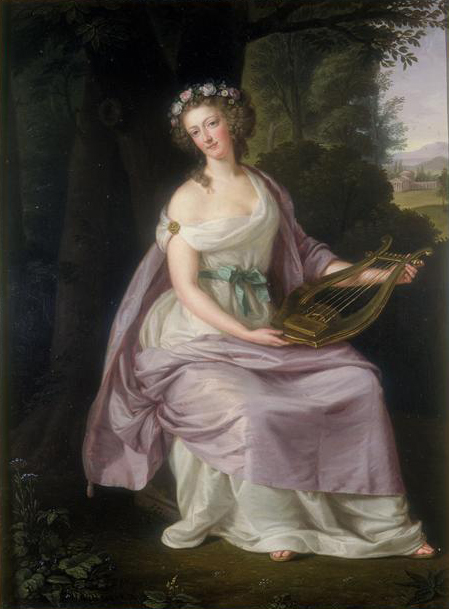
Marie-Antoinette 1788
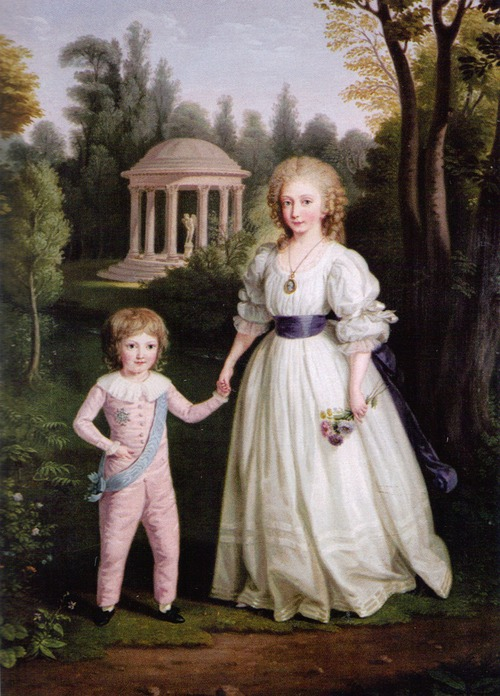
Marie Thérèse Charlotte und Louis Charles de Bourbon
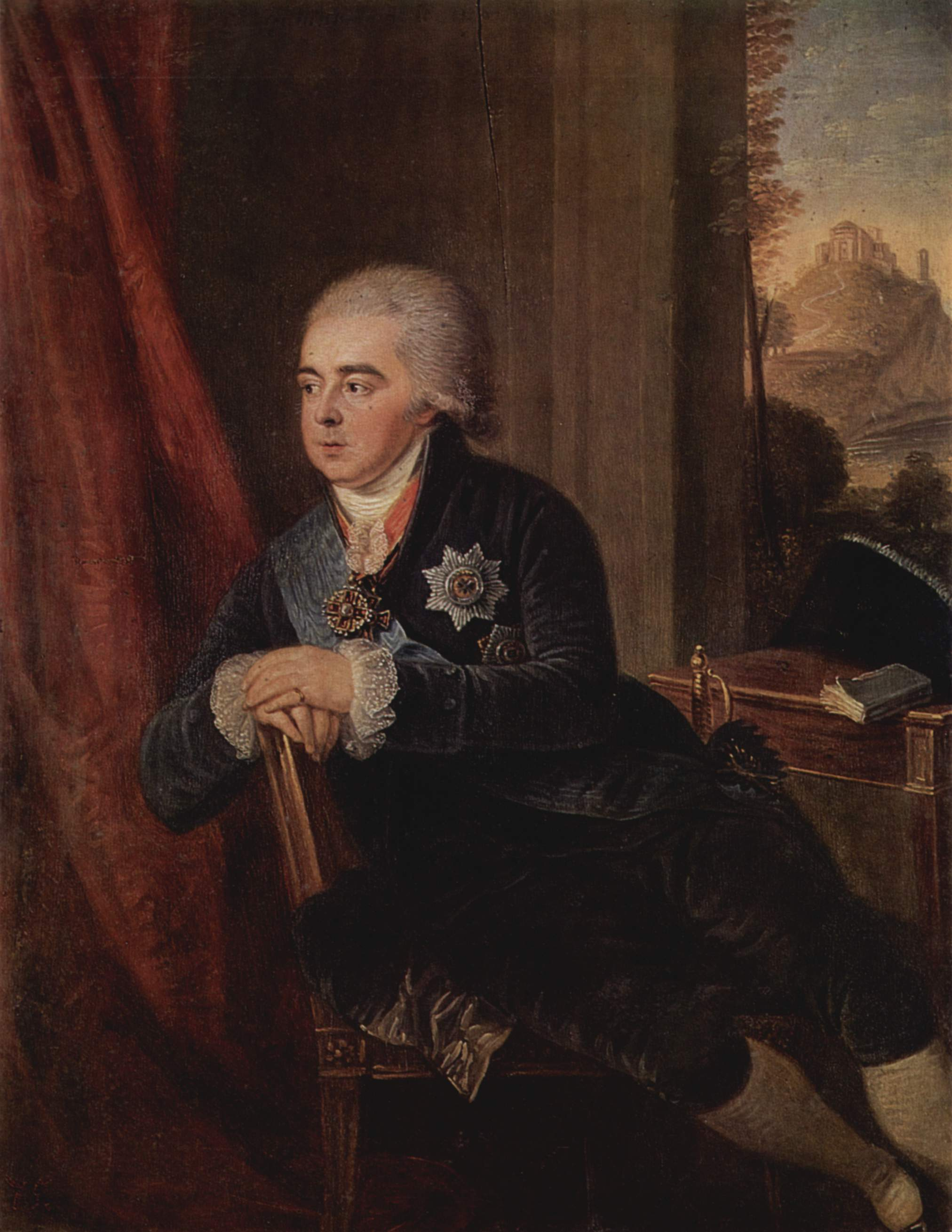
Fürst Alexej Kurakin, Gouverneur der Ukraine.